# Harlanden (Riedenburg)
Harlanden ist ein Gemeindeteil der Stadt Riedenburg im niederbayerischen Landkreis Kelheim.

## Lage
Das Kirchdorf liegt auf der orographisch rechten Seite der Altmühl auf der Gemarkung Eggersberg. Von Riedenburg aus liegt Harlanden in östlicher Richtung und ist von dem Hauptort ca. 2,7 km entfernt.

## Geschichte
Das Königsgut Harlanden (Harolanta) wurde um 891 von Kaiser Arnolf an Megingoz, einem Vasallen des Bischofs Erchanbald von Eichstätt, übergeben. Danach wurde dem Megingoz dieser Besitz von seiner Nichte Hildegard, Graf Engildeo und Hildegard Vogt Sigo entrissen, wurde aber durch den König wieder zurückgegeben. 895 wird Harlanden als „in pago Nortgowe in Comitatu Cheldionis“, also im Nordgau in der Grafschaft Engildeos liegend, genannt. Um 1100 taucht hier das ortsadelige Geschlecht der Herren von Harlanden auf, welche die Burg Harlanden errichten. Um 1500 wird von der Hofmark Harlanden gesprochen, die 1683 von Dominicus Bassus zusammen mit den Hofmarken Eggersberg und Tachenstein erworben wurde. Diese Ortschaften mitsamt den Burgen blieben bis 1848 im Besitz der Familie Bassus. 1813 hatte Harlanden elf Häuser und 74 (27 männliche, 47 weibliche) Einwohner. Die Harlander Kinder besuchten schon lange die Pfarrschule von Eggersberg, die Pfarrei gehörte aber zu Altmühlmünster. Die Pfarrchronik berichtet im Jahr 1837, „daß dieses Dorf der Pfarrei Eggersberg einverleibt wurde, was die längst gesehnten Wünsche der Bewohner angenehmst befriedigte“.
Harlanden war zuvor ein Gemeindeteil der Gemeinde Eggersberg die am 1. Januar 1972 nach Riedenburg eingemeindet wurde.

## Sehenswürdigkeiten
Erwähnenswert sind die Reste der Burg Harlanden, die in Form des Stumpfes eines Bergfrieds neben der Kirche St. Maria Magdalena noch erhalten sind.
Diese Kirche St. Maria Magdalena war vermutlich zuerst die Burgkapelle zu der Burg in Harlanden. Die alte Kirche wurde 1864 „wegen gänzlicher Baufälligkeit“ geschlossen und 1868 wieder neu aufgebaut. 1978 wurde eine Außenrenovierung und 1984/1985 die Innenrenovierung der Kirche vorgenommen, 2003 wurde die Kirche nochmals renoviert. Die Kirchenstühle sollen aus der Kirche Sankt Regina von Meihern stammen. Die Kirche besitzt zwei einfache Seitenaltäre und einen beachtenswerten Hochaltar. Dieser Choraltar mit zwei gedrehten Säulen und vergoldeten Akanthusranken wurde von dem Altmannsteiner Schreiner Ignaz Günther gefertigt. Das Altarbild zeigt die heilige Maria Magdalena kniend vor dem Gekreuzigten. Die Kirche besitzt ein zwei-stimmiges Geläute: h´´-cis´´. Die größere Glocke ist dem Hl. Georg geweiht und wurde 1951 von Wendelin Vielwerth in Ingolstadt gegossen. Die kleinere Glocke ist unbezeichnet und schmucklos; vermutlich stammt sie ebenfalls aus der Gießerei Vielwerth.